# Concha
Concha (en llatí concha o conca, del grec de κόγχη konkhé, conchè) que en llatí significa mol·lusc, va ser una unitat de mesura de líquids romana i grega amb dos models: La petita concha que era la meitat d'un cyathus i la gran concha (equivalent a un oxybaphum) que era tres vegades més gran que la petita. És l'origen de la paraula conca.
Era un recipient en forma de petxina que s'usava amb diferents propòsits. S'havia usat com a saler (concha salis puri, diu Horaci) i per a posar-hi perfums i ungüents, oli, les pintures dels pintors, i per altres funcions on es necessitaven petits contenidors. Les de mides més grans s'usaven per a rentar-se.